# Baccharis polifolia
Baccharis polifolia, chilca mamil, es una especie de las asteráceas.

## Descripción
Es un arbusto de 1 a 2 m de altura, ramoso estriado, fastigiado, pulverulento-glanduloso. Hojas lineales; márgenes revolutos; flores en corimbos simples.

## Distribución y hábitat
Vive en Bolivia en las provincias centro sur, y en Argentina; en montes secos y en sierras., adaptándose a la aridez con estomas en criptas.

## Química y usos
La especie presenta flavonas, clerodanos y triterpenos. Es antirreumático, antiséptico y antibiótico.

## Taxonomía
Baccharis polifolia fue descrita por Griseb. y publicado en Abhandlungen der Königlichen Gesellschaft der Wissenschaften zu Göttingen 19: 176–177. 1874.
Etimología
Baccharis: nombre genérico que proviene del griego Bakkaris dado en honor de Baco, dios del vino, para una planta con una raíz fragante y reciclado por Linnaeus.
polifolia: epíteto latino que significa "con muchas hojas".

## Otras bibliografías
1. Müller, J. 2006. Systematics of Baccharis (Compositae--Astereae) in Bolivia, including an overview of the genus. Syst. Bot. Monogr. 76: 1–341.
2. Zuloaga, F. O., O. Morrone, M. J. Belgrano, C. Marticorena & E. Marchesi. (eds.) 2008. Catálogo de las Plantas Vasculares del Cono Sur (Argentina, Sur de Brasil, Chile, Paraguay y Uruguay). Monogr. Syst. Bot. Missouri Bot. Gard. 107(1): i–xcvi, 1–983; 107(2): i–xx, 985–2286; 107(3): i–xxi, 2287–3348.